# 老圣母皇后堂

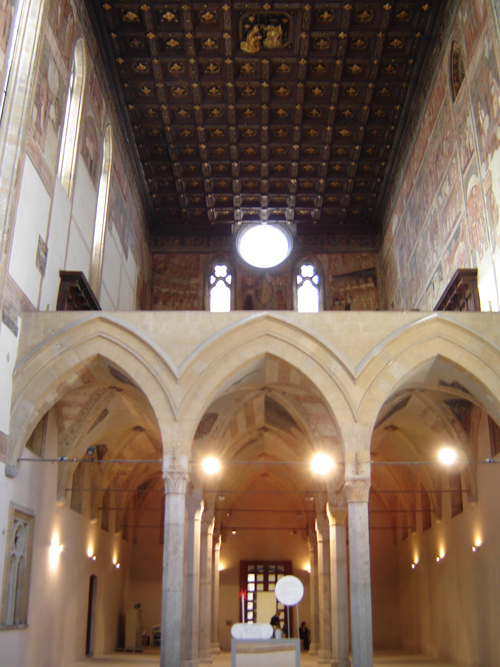
内部

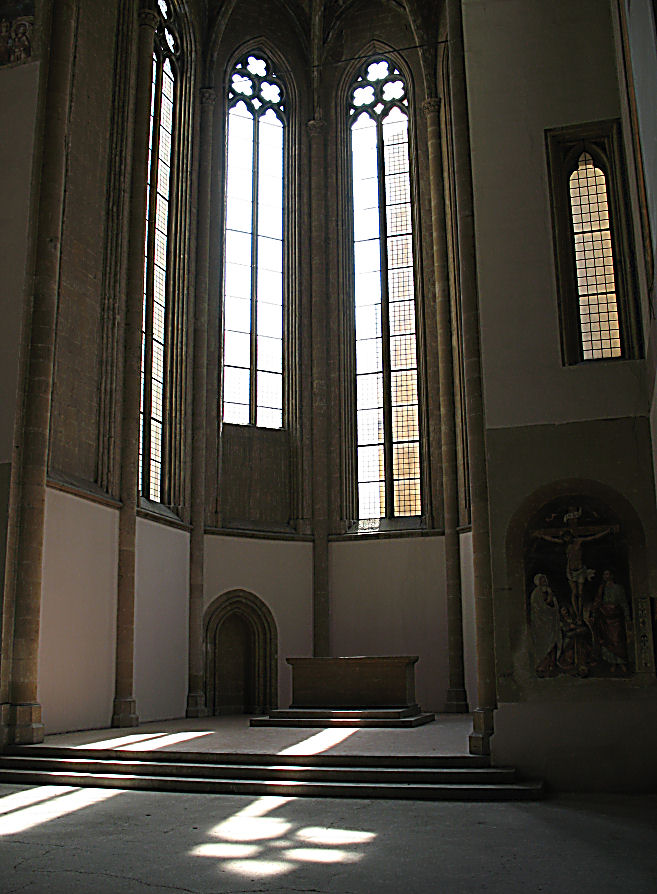
内部

老圣母皇后堂（Santa Donna Regina Vecchia）是一座罗马天主教教堂，位于意大利南部城市那不勒斯，与邻近较新的新圣母皇后堂有别。
关于该堂最早的记载是在780年。当时，该堂相当接近的东部城墙。
1293年的大地震对该堂造成了极大的破坏，王后匈牙利的玛丽出资，在老堂之侧新建了新圣母皇后堂。